# Peromyscus truei
Peromyscus truei е вид бозайник от семейство Хомякови (Cricetidae).

## Разпространение
Видът е разпространен в Мексико и САЩ (Айдахо, Аризона, Калифорния, Колорадо, Невада, Ню Мексико, Оклахома, Орегон, Тексас и Уайоминг).